# Microgramma latevagans
Microgramma latevagans är en stensöteväxtart som först beskrevs av William Ralph Maxon och C. Chr., och fick sitt nu gällande namn av David Bruce Lellinger. Microgramma latevagans ingår i släktet Microgramma och familjen Polypodiaceae. Inga underarter finns listade.